# 沈廷觀
沈廷觀（1533年—？），字賓卿，直隸蘇州府吳江縣人，民籍，明朝政治人物。

## 生平
嘉靖三十七年（1558年）戊午科應天府鄉試第一百八名舉人。嘉靖四十一年（1562年）中式壬戌科會試第一百三十二名，三甲第十名進士。

## 家族
曾祖沈瓛；祖父沈鑾；父沈可學，母溫氏。具庆下。兄廷望。弟廷對、廷謨。